# Stars (album de Collabro)
Pour les articles homonymes, voir Star.
Stars est le premier album du groupe de boys band britannique Collabro révélé au public lors de l'émission Britain's Got Talent 2014 .
Sorti le 15 août 2014, il a fait ses débuts en première position des Hit-parades au Royaume-Uni.

## Liste des titres
1. "Stars" (Les Misérables)
2. "Bring Him Home" (Les Misérables)
3. "Come What May" (Moulin Rouge)
4. "With You" (Ghost)
5. "Let It Go" (La Reine des neiges)
6. "Anthem" (Chess)
7. "Secrets" (OneRepublic)
8. "Somewhere" (West Side Story)
9. "All of Me" (John Legend)
10. "Over the Rainbow" (The Wizard of Oz)

bonus tracks (Special edition)
1. "Say Something"
2. "Falling Slowly"
3. "Have Yourself a Merry Little Christmas"
4. "White Christmas"

## Classement
| Détails de l'album                                                                   | Classement | Classement | Classement | Classement | Classement | Certifications |
| Détails de l'album                                                                   | UK         | IRE        | NL         | NZ         | SCO        | Certifications |
| ------------------------------------------------------------------------------------ | ---------- | ---------- | ---------- | ---------- | ---------- | -------------- |
| - Sorti : 18 août 2014 - Label : Syco Music - Format : Téléchargement de musique, CD | 1          | 9          | 33         | 4          | 2          | - BPI: Or      |